# Kikladska umetnost
Kikladska umetnost zajema vizualno umetnost starodavne kikladske civilizacije, ki je cvetela na otokih v Egejskem morju od 3300 do 2000 pred našim štetjem. Skupaj z minojsko in mikensko se kikladska kultura šteje med tri glavne egejske kulture. Kikladska umetnost vsebuje eno od treh glavnih vej egejske umetnosti.

## Neolitska umetnost
Skoraj vse informacije, znane o neolitski umetnosti Kikladov, prihajajo z arheološkega najdišča na otoku Saliagos pri Antiparosu. Lončarstvo tega obdobja je podobno kot na Kreti in grški celini. Sinclair Hood piše: Značilna oblika je skleda na visoki nogi, primerljiva z vrsto, ki se pojavi na celini v poznem neolitiku. 

## Kikladski kipi
Najbolj znana umetnost tega obdobja so figure iz marmorja, običajno imenovane idoli ali figurine, čeprav ime ni povsem ustrezno. Te figurine so raztresene po Egejskem morju, kar kaže, da so bile priljubljene med ljudmi s Krete in celinske Grčije. Najbolj znani so glasbeniki: med najbolj znanimi je igralec na harfo, drugi igralec na piščal. Datacija je približno 2500 pred našim štetjem in veljajo za "najzgodnejše glasbenike z egejskega območja".
Večina  figurin so zelo stilizirane upodobitve ženske, po navadi imajo ploščato geometrično obliko, ki presenetljivo spominja na današnjo sodobno umetnost. Vendar pa je ta sodobnost vprašljiva, saj je dokazano, da so bili maliki prvotno svetlo pobarvani.  Večina figurin je ženskega spola, prikazane so gole in s prekrižanimi rokami čez trebuh, običajno z desno roko pod levo. Večina piscev meni, da so ti artefakti z antropološkega ali psihološkega vidika predstavniki Velike boginje narave v skladu s tradicijo neolitskih ženskih figur, kot je Willendorfska Venera.  Čeprav se nekateri arheologi strinjajo , ta razlaga ni splošno sprejeta in ni soglasja o njihovem pomenu. Razlage so različne: idoli bogov, podobe smrti, otroške lutke in druge stvari. Nekdo meni, da so "več kot lutke in verjetno manj kot sveti idoli". 
Predlogi, da so bile te podobe idoli v pravem pomenu besede, kultni predmeti, ki so bili v ospredju obrednega čaščenja, niso podprti z nobenim arheološkim dokazom.  Arheološki dokazi kažejo, da so bile te podobe redno uporabljane v pogrebni praksi: vsi so bili najdeni v grobovih. Vsaj nekateri kažejo jasne znake, da so bili popravljeni, kar pomeni, da so bili predmeti, ki so jih umrli cenili v življenju in niso bili narejeni posebej za pokop. Poleg tega so bile večje figure včasih razdeljene tako, da je bil pokopan le del, za kar ni razlage. Figure so bile očitno pokopane za moške in ženske. Taki pridatki niso bili na voljo v vsakem grobu. Ker idole najpogosteje najdemo ležati v grobovih, so bili večji primeri postavljeni v svetiščih ali bivalnih prostorih. 

## Zgodnjekikladska umetnost
Zgodnjekikladska umetnost je razdeljena na tri obdobja (ZK I (2800–2500 pred našim štetjem), ZK II (2500–2200 pred našim štetjem) in ZK III (2200–2000 pred našim štetjem)); umetnost nikakor ni strogo omejena na eno od teh obdobij in je v nekaterih primerih celo predstavnik več kot enega kikladskega otoka. Umetnost ZK I je najbolje zastopana na otokih Paros, Antiparos in Amorgos, medtem ko je ZK II v prvi vrsti vidna na Sirosu in ZK III na Melosu. 

### Zgodnjekikladska I (kultura Grotta-Pelos, 3300–2700 pr. n. št.)
Najpomembnejša najzgodnejša skupina so s Pelosa, Plastirasa in Lurosa. Figurice s Pelosa so shematične. Moški in ženske v stoječem položaju z glavo in obrazom so s Plastirasa; izvedba je naturalistična, a tudi čudno stilizirana. Figure z Lurosa veljajo za prehodne in združujejo shematične in naturalistične prvine.  Shematske figure so pogostejše in so zelo ploščate v profilu, imajo enostavne oblike in nimajo jasno opredeljene glave. Naturalistične figure so majhne in imajo čudne ali pretirane razsežnosti, dolge vratove, oglate zgornje dele in mišičaste noge. 

#### Pelos (shematske figure)
Razlikujejo se od mnogih drugih kikladskih figuric, saj je spol za večino določen. Najbolj znane figurice so v obliki violine. Na njih je  podolgovata glava, so brez nog in telo je oblikovano kot violina. Posebna figura ima prsi, roke pod prsmi in sramni trikotnik, morda predstavlja boginjo plodnosti. Ker pa niso vse figurice take, ni mogoč nikakršen sklep.

#### Plastiras (naturalistične figure)
To so zgodnje kikladske figurice, ki so jih našli na pokopališču na Parosu, kjer so bile najdene. Figurice ohranjajo violini podobno obliko, držo rok, vendar se razlikujejo v pomembnih značilnostih. To je najbolj naturalistična vrsta kikladskih figur, ki jo zaznamujejo pretirane razsežnosti. Imajo jajčaste glave z izrezljanimi potezami, vključno z ušesi, ki sedijo na vrhu podolgovatega vratu, ki običajno obsega tretjino celotne višine figure.  Noge so izrezljane ločeno za celotno dolžino, kar pogosto povzroči zlom. Na ženskih figurah je sramno območje razmejeno z rezom in oblikovane so tudi prsi. Upodobitve moških se razlikujejo po strukturi, vendar ne presenetljivo, imajo ožje boke in izrezljane upodobitve moških spolnih organov. Figurice so praviloma majhne, ne večje kot 30 centimetrov in ne morejo stati na svojih nogah. Ohranjene figurice so izrezljane iz marmorja, vendar nekateri menijo, da so bile lahko izrezljane tudi iz lesa.

#### Luros (shematične in naturalistične figure)
To so kikladske figurice iz zgodnjekikladskega obdobja I bronaste dobe. Kaže na združevanje naturalističnega in shematskega načina prejšnjih slogov. Imajo brezoblične obraze, dolg vrat in preprosto telo z oslabljenimi rameni, ki so pogosto širši od bokov. Noge so skrbno oblikovane, vendar niso ločene od kolen ali sredine meč. Čeprav  prsi niso prikazane, še vedno nakazujejo žensko obliko, saj imajo po navadi izrezljan sramni trikotnik.

### Zgodnjekikladsko obdobje II (kultura Keros-Syros, 28002300 pr. n. št.)

#### Različica Kapsala
To so kikladske figure iz zgodnjekikladskega obdobja II. Pogosto so mislili, da je pred ali se prekriva z obdobjem različice s Spedosa. Figure s Kapsale se razlikujejo po tem, da je desna roka prepognjena spodaj levo, nimajo obraza, razen nos in občasno ušesa. Figure s Kapsale so vitke, zlasti noge, ki so veliko daljše in nimajo močnih mišic kot zgodnejše oblike. Ramena in boki so veliko ožji, figure same so zelo majhne, le redko večje od 30 cm. Kaže, da so redno uporabljali barvo za označevanje značilnosti, kot so oči in sramni trikotnik, namesto da bi jih neposredno vrezali. Ena od značilnosti je tudi, da se zdi, da nekatere figure kažejo nosečnost, ki se vidi kot izbuljen želodec s črtami čez trebuh. Tako kot za druge figure iz zgodnjekikladskega obdobja II, je zanje najbolj značilen položaj rok.

#### Različica Spedos
To je najpogostejša kikladska figurina. Značilno je vitka podolgovata ženska s prekrižanimi rokami. Značilna je U-oblika glave. Prav tako je zelo zarezana, razcepljena med nogami.
Spedos je zgodnjekikladsko pokopališču na Naksosu in je bilo najbolj bogato nahajališče "ceremonialnih figuric". Je najbolj razširjena na Kikladih, pa tudi drugje in z najdaljšo življenjsko dobo. Skupina kot celota vključuje figurice v višini od miniaturnih 8 cm  do monumentalnih skulptur, velikih 1,50 m. Razen kipa moškega, ki je zdaj v Muzeju kikladske umetnosti, so vse znane figure različice Spedos ženske figure. 

#### Različica Dokathismata
Ta kikladska figura je s konca zgodnjekikladskega obdobja II, bronaste dobe. Z značilnostmi, ki so se razvile iz prejšnje vrste s Spedosa, imajo te široka, oglata ramena in raven profil. Veljajo za najbolj stilizirane figure s prepognjeno roko, z dolgo, elegantno obliko, ki prikazuje močan občutek za geometrijo, ki je še posebej očitna na glavi, ki ima skoraj trikotno obliko. Te figurice so bile zgrajene nekoliko konservativno v primerjavi s prejšnjimi, imajo plitvo razcepljene ali povezane noge. Kljub temu pa so bile figure dejansko precej občutljive in nagnjene k zlomom. Tudi vrezan sramni trikotnik imajo nekatere.

#### Različica Halandriani
Te kikladske figure so s konca zgodnjekikladskega obdobja II, bronaste dobe. Imenovane so po pokopališča na otoku Siros, na katerem so bile najdene,  po slogu so posebne in nekoliko podobne figuram iz Dokathismate, ki je starejši. So bolj prisekane, roke so zelo blizu sramnega trikotnika in reža nog je samo plitev utor. 
Ena od opaženih značilnosti je, da je položaj roke strogo desno spodaj pod levo pri starejših figurah bolj sproščen, saj imajo nekateri kipi obrnjene roke ali celo opuščen zložen položaj ene ali obeh rok. Pokončen položaj prejšnjih figur je prav tako izpodbijan, saj  noge niso vedno nagnjene in so nekoliko toge. Razširjena ramena so zelo dovzetna za poškodbe, saj so zgornje roke in ramena tudi najtanjša točka kipca. Glava je trikotna ali oblikovana kot ščit, ima malo potez, razen vidnega nosu, in je priključena na organ piramidalne oblike vratu. Zdi se, da predstavlja nosečnico. Odločilna značilnost teh figur je njihova krepka in pretirana konstrukcija ramen in nadlakti.

## Keramika
Lokalna glina je bila težka za umetniško obdelavo, lončenina, krožniki in vaze iz tega obdobja so redko nadpovprečni. Pomembne so  ponve, ki so se pojavile na otoku Siros v zgodnjem obdobju EK II. Večina znanstvenikov verjame, da niso bile uporabljene za kuhanje, ampak morda kot čar plodnosti ali ogledalo. Najdene so bile tudi nekatere živalske figurice in predmeti, ki prikazujejo ladje.
Poleg tega so bile najdene tudi druge oblike uporabne lončenine. Vsa keramika zgodnjekikladske civilizacije je bila narejena ročno, po navadi je bila obarvana v črnofiguralnem ali rdečefiguralnem slogu, čeprav je bila najdena tudi bledo zloščena keramika. Najpogostejše oblike so valjaste škatle, znane kot skrinjice in obdane čaše.  So grobo izdelane, imajo debele stene in razpadle so nepopolnosti, včasih pa imajo naturalistične oblike, ki spominjajo na morske kulture egejskih otokov.

## Kikladski kipi
- Idol
- Kikladska ženska figurina, zgodnje delo vrste Spedos
- Skupina treh figurin iz zgodnjekikladskega obdobja II, zgodnji vrste Spedos
- Kikladska marmorna figurina vrste Keros
- Zlata figura kozoroga, pozno kikladsko obdobje (17. stoletje pr. n št.)
- Kikladska figurina vrste Plastiras
- Kikladska figurina vrste Luros
- Kikladska figurina vrste Kapsala
- Kikladska figurina vrste Dokathismata
- Kikladska figurina vrste Halandriani